# Церковь Святых Петра и Павла (Потсдам)
Церковь Святых Петра и Павла (нем. Peter-und-Paul-Kirche) — католическая церковь, освященная в 1870 и расположенная в центре города Потсдам. После строительства храм служил, в равной мере, потсдамскому католическому приходу (который сегодня относится к архиепархии Берлина) и католическим солдатам, расквартированным в городе.

## История и описание

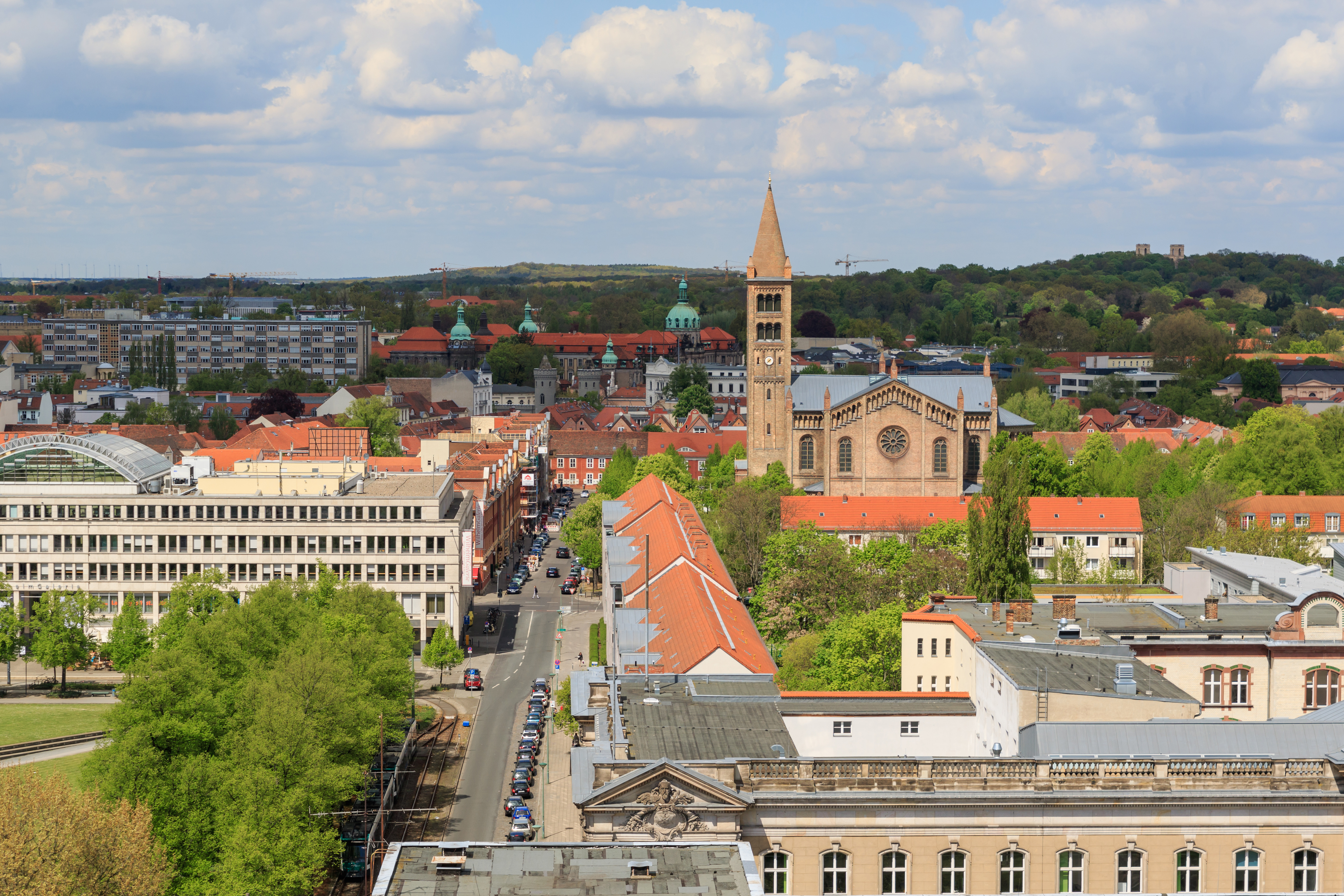

До появления церкви Святых Петра и Павла в Потсдаме стояла барочная церковь, построенная в 1738 году на средства короля Фридриха Вильгельма I по инициативе священника-доминиканцы Раймунда Брунса. Старая церковь, не имевшая колокольни, располагалась на месте Королевской стрелковой мануфактуры (нем. Königlichen Gewehrmanufaktur); от убранства снесённого храма в XXI веке сохранились алтари, созданные Антуаном Пэном. После более чем столетнего использования церковь перестала вмещать прихожан и обветшала.
В 1856 году проект нового здания представил архитектор Август Штюлер; после его смерти планы были доработаны Вильгельмом Зальценбергом (нем. Wilhelm Salzenberg). На месте западного фасада, спроектированного Штюлером, Зальценберг добавил кампанилу в итальянском стиле. Он также изменил и алтарное пространство церкви — по образцу константинопольского собора Святой Софии. Новый участок земли, приобретенный для церкви, потребовал дренажных работ, проводившихся, как и всё строительство, под руководством Альберта Бадстюбнера (нем. Albert Badstübner). Торжественная закладка первого камня в основание храма состоялась 4 июня 1867 года; 7 августа 1870 года здание было освящено. К концу Второй мировой войны здание церкви апостолов Петра и Павла было повреждено: пострадали окна и крыша. Восстановление, начатое общиной после войны, завершилось новым освящением, состоявшимся 27 июня 1950 года. В период с 2002 по 2006 год, по распоряжению местного муниципалитета, в храме были отремонтированы неф, ферма крыши и колокольня.
Архитектурный стиль церкви Петра и Павла, построенной в форме греческого креста с внешними габаритами в 65 метров на 38 метров, эклектичен: византийские и романские элементы формируют экстерьер, в то время как в интерьере использованы элементы классицизма. Яркой особенностью здания из желтоватого кирпича является колокольня (кампанила) высотой 64 метра, построенная по образцу колокольни веронской базилики Сан-Дзено Маджоре. В колокольне размещены три бронзовых колокола имеющие собственные имена: «Мария», «Петр и Павел» и «Бенедикт». С 1992 года имеет статус пробства.